# Polycleptis scutellifera
Polycleptis scutellifera är en insektsart som beskrevs av Karsch 1891. Polycleptis scutellifera ingår i släktet Polycleptis och familjen vårtbitare. Inga underarter finns listade i Catalogue of Life.